# نوكيا 3105
نوكيا 3105 هو أحد أجهزة نوكيا، شركة الهواتف والتقنية النقالة. يأتي هذا الجهاز مع شاشة نوعها 128 * 128 12-بت (4096) لون. تم إصدار هذا الجهاز في 2003. أما بالنسبة لوضعية إنتاجه الحالية فلم يعد يتم إنتاجه. تقنيته/تردده هي سي دي إم أيه 2000. جيل الجهاز هو DCT4. عامل الشكل (التصميم) للجهاز هو "قطعة حلوى.